# Roppongi-itchōme (métro de Tokyo)
Roppongi-itchōme (六本木１丁目駅, Roppongi-itchōme-eki) est une station du métro de Tokyo sur la ligne Namboku dans l'arrondissement de Minato à Tokyo. Elle est gérée par la compagnie Tokyo Metro.

## Situation sur le réseau
La station Roppongi-itchōme est située au point kilométrique (PK) 4,8 de la ligne Namboku.

## Histoire
La station a été inaugurée le 26 septembre 2000 sur la ligne Namboku.

## Services aux voyageurs

### Accès et accueil
La station est ouverte tous les jours.
En moyenne en 2015, 69 716 voyageurs ont fréquenté quotidiennement la station.

### Desserte
- Ligne Namboku :
  - voie 1 : direction Akabane-Iwabuchi (interconnexion avec la ligne Saitama Railway pour Urawa-Misono)
  - voie 2 : direction Meguro (interconnexion avec la ligne Tōkyū Meguro pour Hiyoshi)

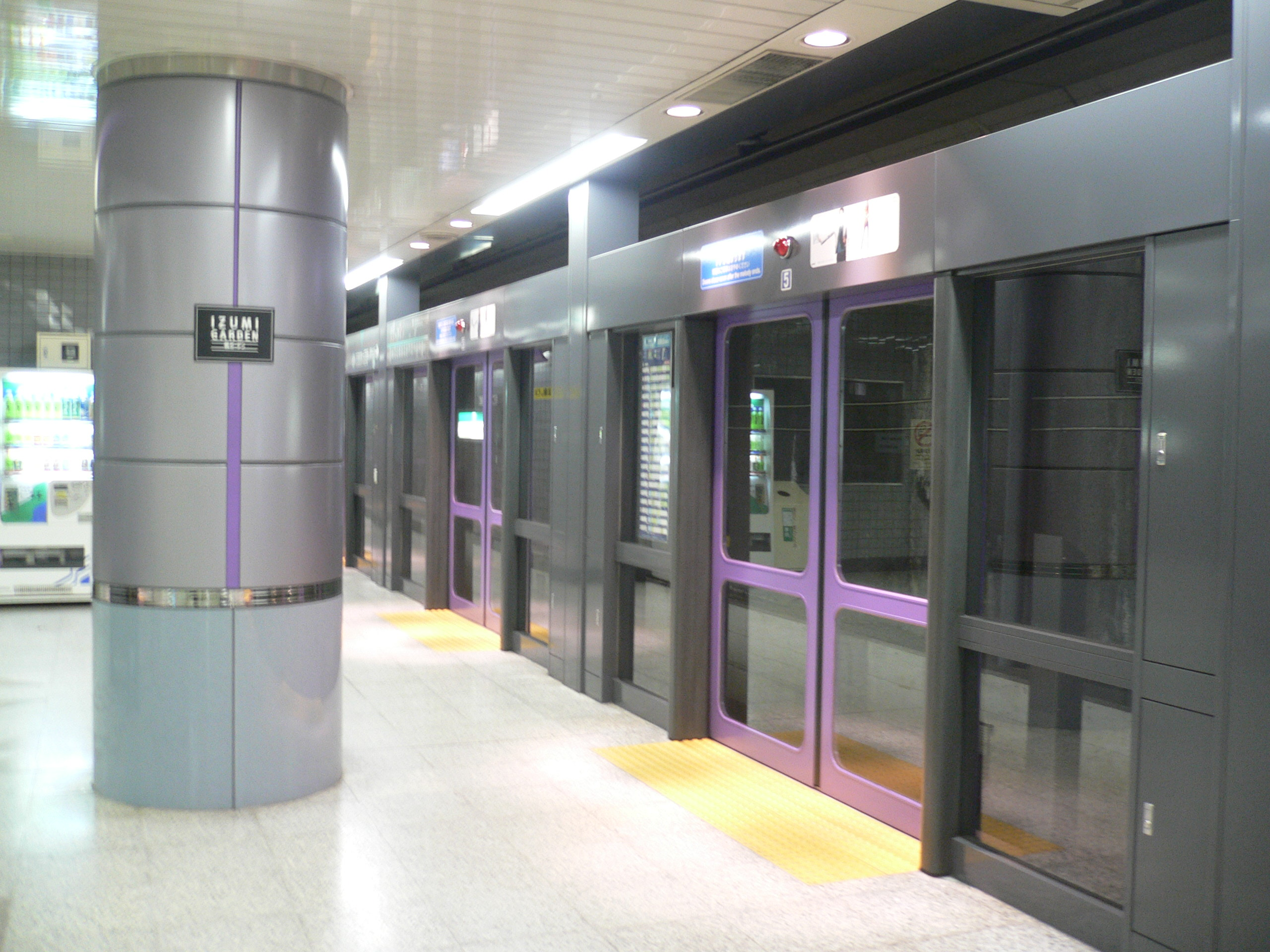
Quai de la ligne Namboku
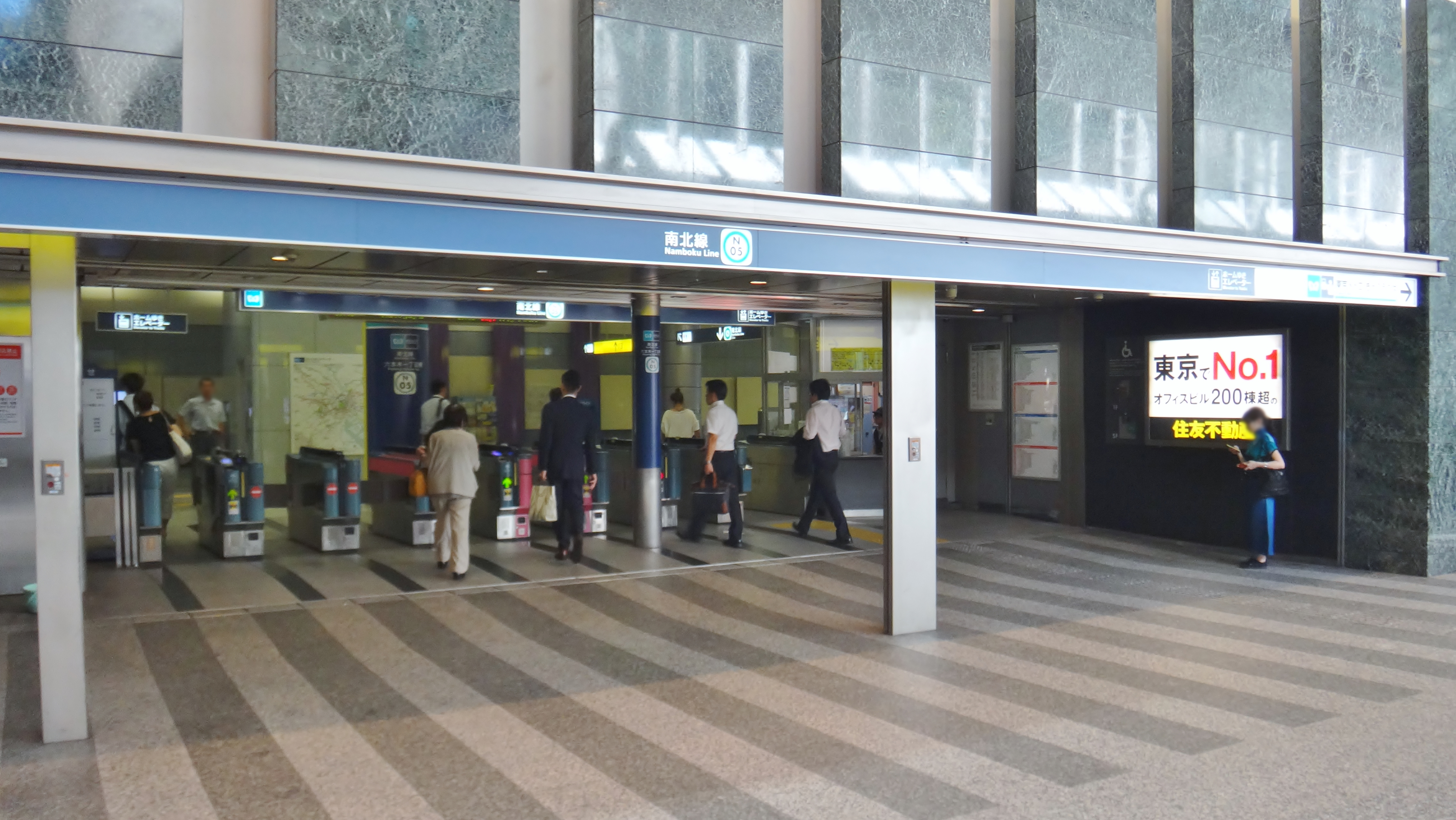
Ligne de contrôle

## À proximité
- Suntory Hall
- Izumi Garden Tower